# Woodridge (Illinois)
Woodridge és una població dels Estats Units a l'estat d'Illinois. Segons el cens del 2000 tenia 30.934 habitants.

## Demografia
Segons el cens del 2000, Woodridge tenia 30.934 habitants, 11.382 habitatges, i 8.092 famílies. La densitat de població era de 1.435,5 habitants/km².
Dels 11.382 habitatges en un 38,3% hi vivien nens de menys de 18 anys, en un 57,1% hi vivien parelles casades, en un 10,5% dones solteres, i en un 28,9% no eren unitats familiars. En el 23,5% dels habitatges hi vivien persones soles el 3,2% de les quals corresponia a persones de 65 anys o més que vivien soles. El nombre mitjà de persones vivint en cada habitatge era de 2,71 i el nombre mitjà de persones que vivien en cada família era de 3,26.
Per edats la població es repartia de la següent manera: un 27,3% tenia menys de 18 anys, un 9,2% entre 18 i 24, un 36% entre 25 i 44, un 22,2% de 45 a 60 i un 5,3% 65 anys o més.
L'edat mediana era de 33 anys. Per cada 100 dones de 18 o més anys hi havia 96,8 homes.
Entorn del 2,9% de les famílies i el 3,8% de la població estaven per davall del llindar de pobresa.

## Poblacions properes
El següent diagrama mostra les poblacions més properes.